# 阿氏甕鰩
阿氏甕鰩（學名：Okamejei arafurensis），為軟骨魚綱鰩目鰩科鯆魮屬的一種，分布於東印度洋澳洲西北部外海海域，深度179至298公尺，本魚體盤面狹窄，頂端有稜角，寬度為體長的54–61%，尾細長，中部寬度為高度的1.2–1.5倍，第一背鰭起點的寬度為高度的1.1–1.5倍，上顎前長為體長的12–15%，第一背鰭起點至尾尖的距離為第一背鰭基長的3.7-4.4倍，尾鰭長的0.5-0.8倍，雄魚盤兩面前緣具細齒帶，雌魚及幼魚無背齒帶；頸棘缺失，顴骨刺斑小，尾部有發育不均的刺列，上顎齒列34-38列，背部主要為均勻的灰褐色，腹面蒼白、白色或半透明，腹側感覺孔邊緣不暗或被灰色斑點包圍；幼魚背鰭和尾鰭呈黑色，體長可達40.7公分，棲息在大陸棚及大陸坡上層海域，為底棲性魚類，肉食性，卵生，生活習性不明。